# Peter Zbinden

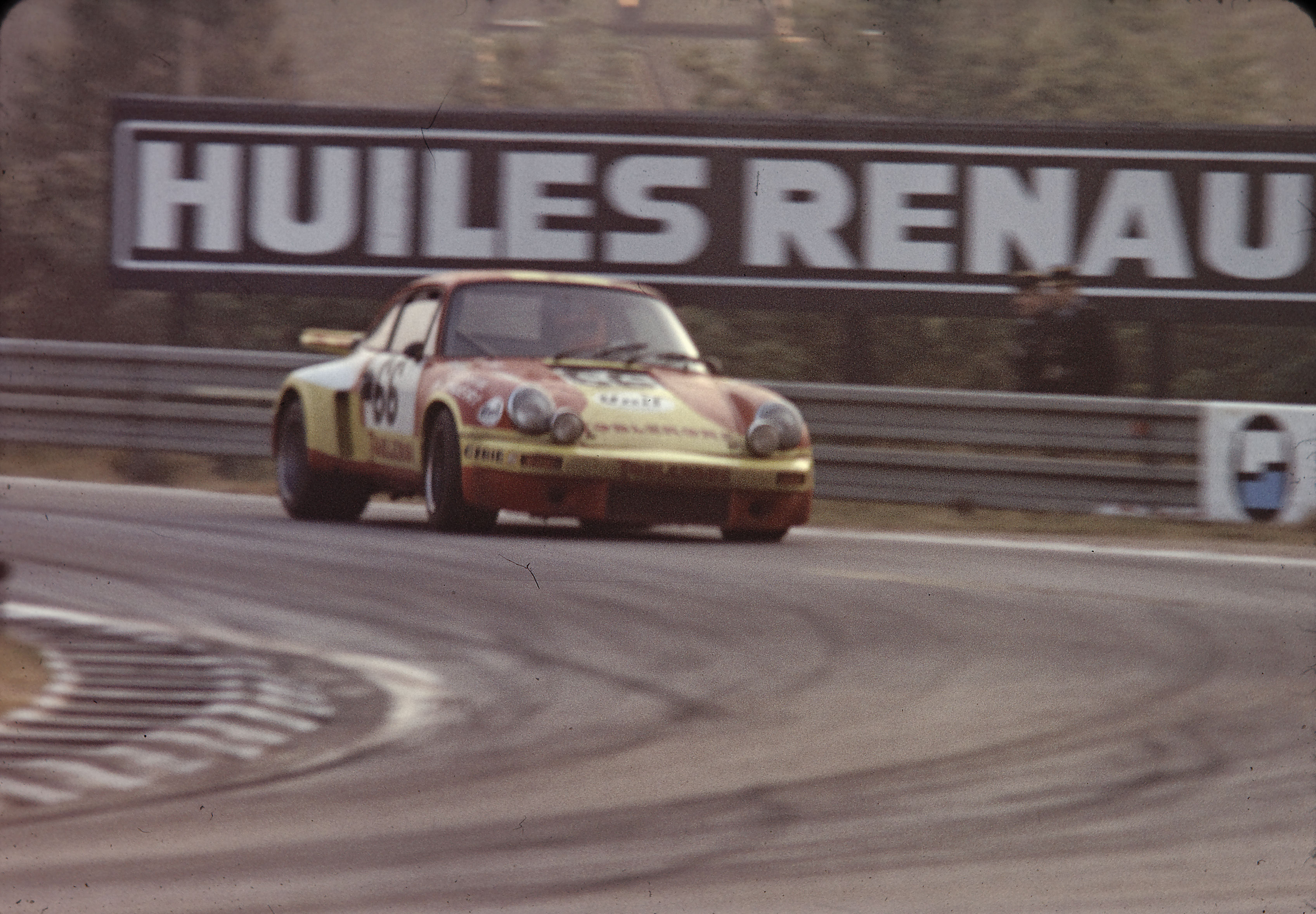
Der Porsche 911 Carrera RSR von Bernard Chenevière, Michel Dubois und Peter Zbinden beim 24-Stunden-Rennen von Le Mans 1974

Peter Zbinden (* 9. Oktober 1937 in Basel) ist ein ehemaliger Schweizer Automobilrennfahrer.

## Karriere
Die Rennkarriere von Zbinden durchlief zwei Phasen. Erst fuhr er zwischen 1970 und 1982 Touren- und Sportwagenrennen. Dann verschwand er für mehr als ein Jahrzehnt von den internationalen Rennpisten. 1994 gab er ein überraschendes Comeback und ging als über 50-Jähriger in der BRP-Global-GT-Serie an den Start.
Seine ersten Rennen bestritt Peter Zbinden in den frühen 1970er-Jahren in der Deutschen Automobil-Rundstrecken-Meisterschaft. Seinen ersten Rennsieg feierte er 1972 bei einem nationalen GT-Rennen ohne Meisterschaftsstatuts in Hockenheim. 1973 ging er für die Schweizer Rennmannschaft Porsche Club Romand in der Sportwagen-Weltmeisterschaft an den Start und gab in diesem Zusammenhang sein Debüt beim 24-Stunden-Rennen von Le Mans. Viermal war er beim Langstreckenrennen in Le Mans am Start; seine beste Platzierung war der siebte Gesamtrang 1974.
1976 wurde er gemeinsam mit Claude Haldi Dritter beim 1000-km-Rennen von Zeltweg. Mit Edi Kofel als Teamkollegen siegte er 1979 und 1980 beim 3-Stunden-Rennen von Hockenheim.

## Statistik

### Le-Mans-Ergebnisse
| Jahr | Team                         | Fahrzeug                | Teamkollege        | Teamkollege    | Platzierung             | Ausfallgrund    |
| ---- | ---------------------------- | ----------------------- | ------------------ | -------------- | ----------------------- | --------------- |
| 1973 | Porsche Club Romand          | Porsche 911 Carrera RSR | Jean-François Piot |                | Ausfall                 | Getriebeschaden |
| 1974 | Porsche Club Romand          | Porsche 911 Carrera RSR | Bernard Chenevière | Michel Dubois  | Rang 7                  |                 |
| 1975 | Porsche Club Romand          | Porsche 911 Carrera     | Bernard Béguin     | Claude Haldi   | Rang 15 und Klassensieg |                 |
| 1976 | G.V.E.A. Porsche Club Romand | Porsche 934             | Bernard Chenevière | Nicolas Bührer | Ausfall                 | Ventilschaden   |

### Einzelergebnisse in der Sportwagen-Weltmeisterschaft
| Saison | Team                              | Rennwagen                       | 1   | 2   | 3   | 4   | 5   | 6   | 7   | 8   | 9   | 10  | 11  | 12  | 13  | 14  | 15  | 16  | 17  |
| ------ | --------------------------------- | ------------------------------- | --- | --- | --- | --- | --- | --- | --- | --- | --- | --- | --- | --- | --- | --- | --- | --- | --- |
| 1973   | Porsche Club Romand               | Porsche Carrera RSR             | DAY | VAL | DIJ | MON | SPA | TAR | NÜR | LEM | ZEL | WAT |     |     |     |     |     |     |     |
| 1973   | Porsche Club Romand               | Porsche Carrera RSR             |     | DNF | 11  | 9   |     | 8   | DNF | DNF |     |     |     |     |     |     |     |     |     |
| 1974   | Porsche Club Romand               | Porsche Carrera RSR             | MON | SPA | NÜR | IMO | LEM | ZEL | WAT | LEC | BRH | KYA |     |     |     |     |     |     |     |
| 1974   | Porsche Club Romand               | Porsche Carrera RSR             |     | 9   | 22  | DNF | 7   | 17  |     | DNF |     |     |     |     |     |     |     |     |     |
| 1975   | Porsche Club Romand               | Porsche Carrera RSR             | DAY | MUG | DIJ | MON | SPA | PER | NÜR | ZEL | WAT |     |     |     |     |     |     |     |     |
| 1975   | Porsche Club Romand               | Porsche Carrera RSR             |     |     |     | 21  |     |     |     |     |     |     |     |     |     |     |     |     |     |
| 1976   | Scuderia Basilea GVEA             | Porsche Carrera RSR Porsche 934 | MUG | VAL | NÜR | MON | SIL | IMO | NÜR | ZEL | PER | WAT | MOS | DIJ | DIJ | SAL |     |     |     |
| 1976   | Scuderia Basilea GVEA             | Porsche Carrera RSR Porsche 934 |     |     |     |     |     |     | 12  | 3   |     |     |     |     |     |     |     |     |     |
| 1977   | Scuderia Basilea                  | Porsche Carrera RSR             | DAY | MUG | DIJ | MON | SIL | NÜR | VAL | PER | WAT | EST | LEC | MOS | IMO | SAL | BRH | HOK | VAL |
| 1977   | Scuderia Basilea                  | Porsche Carrera RSR             |     |     |     |     |     | DNF |     |     |     |     |     |     |     |     |     | 9   |     |
| 1978   | Scuderia Basilea                  | Porsche 934                     | DAY | SEB | MUG | TAL | DIJ | SIL | NÜR | LEM | MIS | DAY | WAT | VAL | ROD |     |     |     |     |
| 1978   | Scuderia Basilea                  | Porsche 934                     |     |     |     | 18  |     |     |     |     |     |     |     |     |     |     |     |     |     |
| 1979   | Formel Rennsport Scuderia Basilea | Porsche 934                     | DAY | SEB | MUG | TAL | DIJ | RIV | SIL | NÜR | LEM | PER | DAY | WAT | SPA | BRH | ROA | VAL | ELS |
| 1979   | Formel Rennsport Scuderia Basilea | Porsche 934                     |     |     |     |     | 7   |     | 6   | DNF |     |     |     |     |     |     |     | 11  |     |
| 1980   | Formel Rennsport                  | Porsche 934                     | DAY | BRH | SEB | MUG | MON | RIV | SIL | NÜR | LEM | DAY | WAT | SPA | MOS | ROA | VAL | DIJ |     |
| 1980   | Formel Rennsport                  | Porsche 934                     |     |     |     | DNF |     |     |     |     |     |     |     |     |     |     |     |     |     |
| 1981   | Formel Rennsport                  | Porsche 924                     | DAY | SEB | MUG | MON | RIV | SIL | NÜR | LEM | PER | DAY | WAT | SPA | MOS | ROA | BRH |     |     |
| 1981   | Formel Rennsport                  | Porsche 924                     |     |     | 13  | DNF |     | 9   | 18  |     |     |     |     |     |     |     |     |     |     |
| 1982   | Formel Rennsport                  | Porsche 924                     | MON | SIL | NÜR | LEM | SPA | MUG | FUJ | BRH |     |     |     |     |     |     |     |     |     |
| 1982   | Formel Rennsport                  | Porsche 924                     | 11  | DNF | DNF |     | 19  | 11  |     | DNF |     |     |     |     |     |     |     |     |     |